# Кунг-фу панда
«Кунг-фу па́нда» (англ. Kung Fu Panda) — американский компьютерно-анимационный комедийный фильм о боевых искусствах, созданный студией DreamWorks Animation и распространяемый студией Paramount Pictures. Это первый мультфильм франшизы «Кунг-фу панда». Он был снят Джоном Стивенсоном (в его полнометражном режиссёрском дебюте) и Марком Осборном, по сценарию Джонатана Айбела и Гленна Бергера и сюжету Этана Райффа и Сайруса Вориса. Главные роли озвучивали Джек Блэк, Дастин Хоффман, Анджелина Джоли, Иэн Макшейн, Сет Роген, Люси Лью, Дэвид Кросс, Рэндалл Дук Ким, Джеймс Хонг, Дэн Фоглер, Майкл Кларк Дункан и Джеки Чан. Действие фильма происходит в версии древнего Китая, населённого антропоморфными животными, и сосредоточено на неуклюжем панде по имени По, энтузиасте кунг-фу. Когда знаменитому снежному барсу по имени Тай Лунг предсказано сбежать из тюрьмы Чор-Гом, По случайно называют «Воином Дракона» — пророческим героем, достойным чтения свитка, который, как говорят, даёт его читателю безграничную силу.
Опубликованная работа над фильмом началась в октябре 2004 года, а проект был официально анонсирован в сентябре 2005 года. Фильм был задуман Майклом Лашенсом, исполнительным директором DreamWorks Animation, первоначально как пародия на фильмы о боевых искусствах. Однако вместо этого режиссёр Стивенсон решил снять комедийный фильм уся, который включает в себя повествовательный архетип путешествия главного героя, в котором компьютерная анимация на этот раз была более сложной, чем всё, что DreamWorks делала раньше. Как и в большинстве анимационных фильмов DreamWorks, композитором этого мультфильма является Ханс Циммер (на этот раз сотрудничал с Джоном Пауэллом). Циммер посетил Китай, чтобы погрузиться в культуру, и познакомился с Китайским национальным симфоническим оркестром в рамках своей подготовки.
Мультфильм был выпущен 6 июня 2008 года в США. Картина получила положительные отзывы за свою анимацию, зрелые темы, юмор, верность китайской среде и традициям, музыку, сцены боёв и сценарий. Мультфильм вышел в 4114 кинотеатрах и заработал в день выхода 20,3 миллиона долларов и 60,2 миллиона долларов в первый уик-энд, что привело к первому месту в прокате и стало самым большим открытием DreamWorks для не-сиквела. К концу своего проката мультфильм заработал 631,7 миллиона долларов при бюджете в 130 миллионов долларов, что сделало его третьим кассовым фильмом 2008 года и самым кассовым мультфильмом года в мире, в дополнение к четвёртому кассовому первому уик-энду DreamWorks в американских и канадских прокатах после франшизы «Шрек».
Мультфильм был номинирован на премии «Оскар» и «Золотой глобус» за лучший анимационный полнометражный фильм. Однако обе премии он проиграл мультфильму «ВАЛЛ-И». Успех мультфильма породил франшизу с тремя продолжениями: «Кунг-фу панда 2» (2011); «Кунг-фу панда 3» (2016) и «Кунг-фу панда 4» (2024).

## Аннотация
Спасение Долины Мира и всех её обитателей от безжалостного мастера Тай Лунга должно лечь на плечи Воина Дракона, первого среди лучших, коим становится… неуклюжий, ленивый и вечно голодный панда По.
Ему предстоит долгий и трудный путь к вершинам мастерства кунг-фу бок о бок с легендарными воинами: Тигрицей, Обезьяной, Богомолом, Гадюкой и Журавлём. По постигнет тайну древнего Свитка и станет Воином Дракона только в том случае, если сможет поверить в себя…

## Сюжет
Большая панда по имени По живёт в китайской Долине Мира со своим приёмным отцом гусем Мистером Пингом, помогая ему по работе в лапшичной. Жизнь панды размеренна и монотонна, а ведь По мечтает стать мастером кунг-фу.
Однажды ему приснился сон, в котором он был легендарным воином и сражался с врагами бок о бок со своими кумирами — Неистовой Пятёркой: Тигрицей, Гадюкой, Журавлём, Обезьяной и Богомолом. По хочет бросить лапшичное дело, но не решается поговорить об этом с отцом.
В тот же день черепаху и великого Мастера Угвея, родоначальника Кунг-фу, посещает страшное видение: злейший воин кунг-фу, снежный барс Тай Лунг, сбежит из тюрьмы и вернётся в нефритовый дворец. Угвей предупреждает об этом своего ученика, малую панду Мастера Шифу, а тот спешит отправить гонца, сухоноса Зенга, в тюрьму Чор Гом с требованием удвоить охрану и меру предосторожности. Учитывая это, оба мастера решают незамедлительно избрать среди учеников Шифу, Неистовой Пятёрки, сильнейшего воина — Воина Дракона. Они извещают долину Мира, что возле нефритового дворца состоится турнир. По, узнав об этом, ужасно стремится туда попасть, но, с трудом преодолевая подъём огромной лестницы, он опаздывает. Панда всеми возможными способами пытается попасть на турнир, но все попытки оказались безуспешны. Наконец По привязывает к стулу петарды и поджигает их. Мистер Пинг, увидев это, пытается остановить сына, однако тот говорит, что любит кунг-фу, после чего взлетает вверх (хоть и не сразу) и приземляется прямо на турнирную площадку, в тот самый момент, когда Мастер Угвей был готов избрать Воина Дракона. Очнувшись, По замечает, что мастер показывает прямо на него. Угвей объявляет, что вселенная послала им Воина Дракона. Собравшийся народ ликует, а Шифу и Пятёрка приходят в полное недоумение. Шифу пытается объяснить Угвею, что появление панды возле дворца — это случайность, на что Угвей говорит, что случайности неслучайны.
Так началась жизнь По в нефритовом дворце, нахождение в котором приводит его в восторг. Также он очень рад находиться рядом с Неистовой Пятёркой, которые поначалу относятся к нему с нескрываемым презрением, в особенности Тигрица, которая рассчитывала на то, что Воином Дракона станет именно она. Мастер Шифу, недовольный решением Угвея, всеми способами пытается выжить По из дворца: он заставляет его заниматься на смертельно опасных тренажёрах, подвергает его издёвке и унижению. По чувствует скверное отношение к себе со стороны обитателей дворца, сильно переживает и подумывает вернуться к прежней жизни. Мастер Угвей подбадривает панду тем, что стоит не задумываться о прошлом и будущем, а жить настоящим.
Тем временем гусь Зенг прилетает в тюрьму Чор Гом и передаёт послание Шифу главному стражнику — носорогу Вахиру, чем приводит его в бешенство. Вахир наглядно демонстрирует гонцу то, что побег из его тюрьмы невозможен, а затем показывает ему обездвиженного Тай-Лунга. Носорог начинает над ним издеваться, приговаривая, что Угвей в скором времени изберёт Воина Дракона, после чего с гусём уходит. Путешествуя по тюрьме, Зенг успел обронить перо, которое упало совсем рядом с заключённым. Именно его Тай-Лунг применяет для своего освобождения. Носороги всеми силами пытаются остановить беглеца, но терпят полный крах: Тай-Лунг побеждает массу стражников, а Зенга оставляет в живых, требуя сообщить всем во дворце, что настоящий Воин Дракона идёт домой.
Вдохновившись словами мастера Угвея, По начинает усиленно тренироваться. За ночь он уже научился садиться на шпагат. Шифу это злит, и он заставляет По драться с каждым из Неистовой Пятёрки в надежде на то, что По сдастся и покинет дворец. Однако панда, невзирая на боль и многочисленные поражения, даже не думает уходить. Шифу выходит из себя окончательно, сам вступает с пандой в бой, в ходе которого пинком вышвыривает его из дворца. Заметив целеустремлённость и решительность панды, все члены Неистовой Пятёрки, кроме Тигрицы, начинают потихоньку относиться к вернувшемуся По с уважением, а после они и вовсе становятся его друзьями. Тигрица рассказывает По историю Тай-Лунга: ещё младенцем он был подброшен в Нефритовый дворец, а затем Мастер Шифу вырастил его как собственного сына. С детства Тай-Лунг проявлял интерес к кунг-фу, после чего Шифу стал его тренировать, пророча ему большое будущее. Тай-Лунг стал первым воином, прошедшим тысячу свитков с приёмами кунг-фу, и именно он должен был стать Воином Дракона. Но Мастер Угвей, заметив злобу и мрак в сердце Тай-Лунга, отказался дать ему звание Воина Дракона и соответственно свиток Дракона. В ярости Тай-Лунг устроил в Долине Мира массовые беспорядки, после чего напал на Шифу с намерением захватить свиток силой, но был остановлен Мастером Угвеем, а позже навечно заключён в тюрьму Чор-Гом.
Зенг извещает Шифу о побеге Тай-Лунга. Тот, в свою очередь сообщает об этом Угвею. Великий мастер говорит, что единственная надежда — это Воин Дракона, то есть По, и объясняет Шифу на примере персикового дерева, что отнестись к Панде нужно по-особенному, не так как к Пятёрке. Шифу обещает Угвею выполнить его последнюю волю — сделать из панды Воина Дракона, после чего Угвей переносится в Мир Духов. Узнав о побеге Тай-Лунга, По пытается бежать, но Мастер Шифу его останавливает. Панда объясняет, что остался здесь только из-за того, что пытался уйти от прошлой жизни, которая причиняла ему страдания каждый день. Шифу заявляет, что сделает из панды Воина Дракона, но как — он сам не знает. Тигрица, понимая, что По не справится, сбегает из дворца, чтобы сразиться с Тай-Лунгом один на один. Вместе с ней уходят остальные члены пятёрки.
На следующий день Шифу разгадывает стимул для тренировок По — это еда. В течение некоторого времени Мастер тренирует панду, мотивируя того «пельмешками». По начинает приносить успехи и становится воином кунг-фу. Тем временем Неистовая Пятёрка вступает в битву с Тай-Лунгом на верёвочном мосту. Бой оказался неравным; Тай-Лунг побеждает, нанеся своим врагам удары по болевым точкам (этим приёмом когда-то Угвэй победил самого Тай-Лунга). Единственный уцелевший Журавль, будучи раненым в схватке, приносит парализованных друзей домой. Шифу понимает, что По пришло время стать Воином Дракона и выполнить своё предназначение. Он даёт панде свиток дракона. Но, вскрыв его, По обнаруживает, что там ничего не написано. Шифу приходит в недоумение от того, что, возможно, все его усилия были напрасны. Он велит По и Пятёрке увести жителей Долины в безопасное место, а встретить Тай-Лунга с боем он намеревается лично сам. Расстроенный По приходит домой к отцу. Мистер Пинг замечает, что По утратил веру в себя, и решает раскрыть ему секрет его «секретноингредиентного» супа. Этого секрета, как оказалось, не существует, поскольку если ты намерен сделать что-нибудь особенное, нужно поверить в это особенное. По снова раскрывает свиток Дракона, видит там своё отражение и понимает смысл свитка и своего предназначения. Теперь он намерен вернуться в Нефритовый дворец на помощь своему мастеру.
Шифу дожидается прихода Тай-Лунга и между ними разыгрывается смертельная битва. Тай-Лунг обвиняет своего отца и учителя в слабости, ведь именно он вселил ему уверенность в том, что он должен стать Воином Дракона, но когда Угвей отказал ему, Шифу совершенно ничего не предпринял, подчиняясь своему мастеру. Барс требует отдать ему свиток Дракона и получает отказ. Тогда Тай-Лунг сильно калечит Шифу. Мастер признаётся ему в том, что его ослепила сильная любовь к своему чаду и гордость, и мастер не увидел, во что Тай-Лунг в действительности превращается. Шифу просит прощения. Тай-Лунг ненадолго проникается его словами, но злоба берёт верх, и он вновь требует свиток, однако замечает, что его нет, после чего Тай-Лунг готов уже убить своего мастера, как вдруг появляется По. Панда объявляет себя Воином Дракона, чем вызывает смех у Тай-Лунга. Тогда По показывает ему свиток Дракона. Тай-Лунг нападает на него. Завязывается финальный бой, в ходе которого Тай-Лунг, как выяснилось, с трудом может противостоять оригинальному стилю панды. На время одерживая верх, Тай-Лунг завладевает свитком Дракона и с ужасом замечает, что там ничего нет. По объясняет смысл свитка, который заключается в вере в себя. Тай-Лунг применяет против своего соперника удары по болевым точкам, однако они лишь щекочат панду. По умело отражает все атаки Тай-Лунга и в результате серьёзно его калечит. Едва держащийся на ногах Тай-Лунг не намерен прекращать бой, и тогда По добивает своего противника уникальным приёмом — пальцевым захватом Уси.
Жители долины начинают славить своего спасителя, а Неистовая Пятёрка, в том числе и Тигрица, уже начинают относиться к По как к полноценному мастеру. Тут По вспоминает про Шифу и спешит во дворец. Он сообщает раненому мастеру о победе над Тай-Лунгом. Шифу окончательно убеждается, что По — Воин Дракона, ведь он не только принёс мир в Долину, но и принёс мир в его душу, как и предрекал Угвей. После этого мастер умолкает. По умоляет его не умирать, но Шифу сообщает, что он не умирает, а обрёл внутренний покой. По решает помедитировать вместе с Мастером, а затем предлагает съесть «по пельмешке», что они и сделали (в сцене после титров).

## Роли озвучивали
- Джек Блэк — По, энергичный и склонный к несчастным случаям, но героический панда и закоренелый любитель кунг-фу, который в конечном итоге становится Воином Дракона, используя неортодоксальный (но в конечном итоге эффективный) метод обучения с участием еды.
- Иэн Макшейн — Тай Лунг, высокомерный и агрессивный ирбис, который ранее был приёмным сыном и учеником Шифу.
  - Райли Осборн — юный Тай Лунг
- Дастин Хоффман — Мастер Шифу, пожилой и строгий малая панда и мастер кунг-фу для Неистовой Пятёрки, а также бывший учитель/приёмный отец По и Тай Лунга.
- Неистовая Пятёрка:
  - Анджелина Джоли — Мастер Тигрица, жёсткая, как гвоздь, тигрица и лидер Неистовой Пятёрки.
  - Сет Роген — Мастер Богомол, богомол, с сухим чувством юмора
  - Люси Лью — Мастер Гадюка, милая и добродушная гадюка.
  - Дэвид Кросс — Мастер Журавль, прагматичный и саркастический журавль.
  - Джеки Чан — Мастер Обезьяна, спокойная обезьяна. Чан повторил свою роль в китайском дубляже.
- Рэндалл Дук Ким — Великий Мастер Угвей, древняя слоновая черепаха и наставник Шифу.
- Джеймс Хонг — Мистер Пинг, приёмный отец По, счастливый гусь, который управляет рестораном лапши.
- Дэн Фоглер — Зенг, робкий дворцовый гусь и посланник Шифу.
- Майкл Кларк Дункан — Командир Вахир, высокомерный и хвастливый носорог, который является надзирателем тюрьмы Чор-Гом, где заключён Тай Лунг.

Кайл Гэсс и JR Reed озвучивали KG Shaw и JR Shaw, соответственно, двух свинов, которые сталкиваются с По перед турниром Воина Дракона. Другими актёрами со второстепенными ролями озвучивания являются Уэйн Найт, Лора Кайтлингер и Кент Осборн. Режиссёры фильма, Джон Стивенсон и Марк Осборн, также имеют небольшие голосовые роли.

## Создание мультфильма
Режиссёры
Марк Осборн
Джон Стивенсон
Исполнительный продюсер
Мелисса Кобб
Сопродюсеры
Джонатан Айбел
Гленн Бергер
Мелисса Кобб
Билл Дамаске
Лорне Орлеанс
Кристина Рид
Сценаристы
Джонатан Айбел
Гленн Бергер
Авторы сюжета
Этан Райфф
Сайрус Ворис
Художники
Танг Хенг
Монтаж
Клэр Найт
«DreamWorks Animation» планировала создать мультфильм ещё в октябре 2004 года. В сентябре 2005 компания официально заявила, что в фильме будет задействован Джек Блэк, голос которого был выбран в качестве озвучивания главного персонажа. В ноябре того же года было объявлено, что вместе с Джеком Блэком мультфильм будут озвучивать Дастин Хоффман, Джеки Чан, Люси Лью и Иэн Макшейн.
Первоначальная идея мультфильма была в создании пародии на культовые фильмы с применением боевых искусств, однако режиссёр Джон Стивенсон прохладно отнёсся к такой идее, поэтому было решено изменить концепцию мультфильма и создать оригинальную комедию с элементами уся. Вдохновлённые комедией Стивена Чоу «Разборки в стиле кунг-фу» 2004 года, режиссёры Джон Стивенсон и Марк Осборн хотели убедиться, чтобы мультфильм имел тесную связь с подлинной историей Китая и кунг-фу. Художник-постановщик Рэймонд Цибах и арт-директор Танг Хенг потратили годы на изучение китайской живописи, скульптуры, архитектуры и фильмов с элементами кунг-фу, чтобы мультфильм в конечном итоге был красивым и достоверным. Цибах сказал, что наибольшее влияние к нему оказали фильмы с боевыми искусствами, как «Герой», «Дом летающих кинжалов» и «Крадущийся тигр, затаившийся дракон». Целью Стивенсона, которую он пытался реализовать долгие 4 года, была сделать будущий фильм «самым красивым мультфильмом DreamWorks, который он когда-либо выпускал» (англ. the best looking film DreamWorks has ever made).
Рисованная анимация в самом начале мультфильма — сван По — это отсылка к знаменитому китайскому театру теней. Ответственность за создание начальной сцены была возложена на Дженнифер Ю и Джеймса Бакстера, которые отлично справились с поставленной задачей. Ведущий кинокритик «The New York Times» Манола Даргис в своей рецензии к мультфильму высоко оценила «яркость» (англ. strilking) и «визуальное отличие от большинства основных приёмов американской анимации» (англ. visually different from most mainstream American animations) рисованной сцены. Другие рецензенты сравнили начальную сцену с мультфильмом «Самурай Джек» режиссёра Дженнди Тартаковски. Остальная часть фильма выполнена с помощью современной компьютерной анимации, которая использует яркие и необычные цвета, для того чтобы выделить природный ландшафт Китая и продемонстрировать всю его красоту и загадочность. Титры также выполнены с помощью рисованной анимации.
Компьютерная анимация, используемая на протяжении всего фильма, была более сложной, чем в других мультфильмах DreamWorks, которые делали прежде. Когда начальник производственной бригады мультфильма передала сценарий руководителю VFX Марксу Маннинену, она рассмеялась и пожелала ему «удачи». «Когда мы начали обсуждать фильм», — сказал Маннинен, — «он всё ещё имел сложную технику исполнения. Для всех нас это было очень сложно». В дополнение ко всему, аниматорам пришлось пройти шестичасовой курс кунг-фу у настоящих мастеров. Это первая картина DreamWorks, вышедшая в формате IMAX.
Продюсер Мелисса Кобб сказала, что первоначально По был более «глупым», «дурачливым» (англ. more of a jerk), однако после того как создатели услышали голос Джека Блэка, было решено полностью изменить характер персонажа. По словам Блэка, он в основном работал в полной изоляции. Но однажды он и Дастин Хоффман провели один день вместе, что, по словам Кобб, помогло лучше озвучить сцену, когда По и Мастер Шифу встречаются лицом к лицу в первый раз. Люси Лью сказала, что фильм был «немного иным, поскольку это был такой долгий процесс» (англ. was quite different because it was such a long process).

## Саундтрек
Музыка к мультфильму написана Джоном Пауэллом и Хансом Циммером. Ханс Циммер посетил Китай, чтобы ощутить его культуру и познакомиться с Национальным Китайским Симфоническим Оркестром в рамках подготовки его работ. Тимбалэнд также содействовал Циммеру в создании саундтрека. В последний раз Циммер и Пауэлл работали вместе над картинами «Дорога на Эльдорадо» и «Фактор холода» всё той же компании DreamWorks. Финальная песня — Kung Fu Fighting — изменённая версия знаменитой одноимённой песни. Композиция была № 1 в чартах США и Великобритании в 1974 году. В русском дубляже финальную песню «Мастерами кунг-фу не рождаются» исполняет Илья Лагутенко. Официальный релиз саундтрека произошёл 3 июня 2008 года студией Interscope Records.
| №   | Название                                                             | Длительность |
| --- | -------------------------------------------------------------------- | ------------ |
| 1.  | «Hero»                                                               | 4:42         |
| 2.  | «Let The Tournament Begin»                                           | 1:59         |
| 3.  | «The Dragon Warrior Is Among Us»                                     | 2:57         |
| 4.  | «Tai Lung Escapes»                                                   | 7:06         |
| 5.  | «Peach Tree Of Wisdom»                                               | 1:53         |
| 6.  | «Accu-flashback»                                                     | 4:05         |
| 7.  | «Impersonating Shifu»                                                | 2:18         |
| 8.  | «The Sacred Pool Of Tears»                                           | 9:51         |
| 9.  | «Training Po»                                                        | 1:28         |
| 10. | «The Bridge»                                                         | 3:23         |
| 11. | «Shifu Faces Tai Lung»                                               | 4:47         |
| 12. | «The Dragon Scroll»                                                  | 2:31         |
| 13. | «Po vs. Tai Lung»                                                    | 2:41         |
| 14. | «Dragon Warrior Rises»                                               | 3:22         |
| 15. | «Panda Po»                                                           | 2:39         |
| 16. | «Oogway Ascends»                                                     | 2:04         |
| 17. | «Kung Fu Fighting» (исполнена Cee-Lo Green и Джеком Блэком)          | 2:30         |
| 18. | «Kung Fu Fighting (Азиатская версия)» (исполнена Рейном)             | 3:27         |
| 19. | «Kung Fu Fighting (Азиатская версия)» (исполнена Sam Concepcion)     | 2:20         |
| 20. | «Kung Fu Fighting (Русская версия)» (исполнена группой Мумий Тролль) | 2:33         |

## Релиз
Премьера мультфильма состоялась во Франции на 61-м Каннском кинофестивале 15 мая 2008 года, где зрители встретили его массовыми и длительными аплодисментами. 1 июня 2008 года премьерный показ в США прошёл в Китайском театре Граумана в Лос-Анджелесе, Голливуд и 26 июня в Великобритании на площади Лестер. В России мультфильм вышел в прокат 5 июня 2008 года.
| - Франция — 15 мая 2008 — Каннский кинофестиваль - Казахстан — 5 июня 2008 - Россия — 5 июня 2008 - Украина — 5 июня 2008 - Республика Корея — 5 июня 2008 - Эстония — 6 июня 2008 - США — 6 июня 2008 - Литва — 6 июня 2008 - Малайзия — 6 июня 2008 - Филиппины — 6 июня 2008 - Сингапур — 6 июня 2008. - Египет — 11 июня 2008 - Кувейт — 12 июня 2008 - Таиланд — 12 июня 2008 - Колумбия — 13 июня 2008 - Индонезия — 13 июня 2008 - Китай — 20 июня 2008 - Мексика — 20 июня 2008 - Польша — 20 июня 2008 — ограниченный показ - Австралия — 26 июня 2008 - Новая Зеландия — 26 июня 2008 - Великобритания — 26 июня 2008 — Лондон - Гонконг — 28 июня 2008 - Израиль — 1 июля 2008 - Исландия — 2 июля 2008 - Аргентина — 3 июля 2008 - Хорватия — 3 июля 2008 | - Чехия — 3 июля 2008 - Германия — 3 июля 2008 - Венгрия — 3 июля 2008 - Словакия — 3 июля 2008 - Швейцария — 3 июля 2008 (немецкий язык), 9 июля 2008 (французский язык) - Австрия — 4 июля 2008 - Бразилия — 4 июля 2008 - Польша — 4 июля 2008 - Румыния — 4 июля 2008 - Турция — 4 июля 2008 - Бельгия — 9 июля 2008 - Франция — 9 июля 2008 - Нидерланды — 9 июля 2008 - Индия — 11 июля 2008 - Пакистан — 11 июля 2008 - Панама — 11 июля 2008 - Испания — 11 июля 2008 - Венесуэла — 11 июля 2008 - Дания — 18 июля 2008 - Норвегия — 18 июля 2008 - Швеция — 18 июля 2008 - Япония — 26 июля 2008 - Финляндия — 1 августа 2008 - Словения — 7 августа 2008 - Италия — 29 августа 2008 - Греция — 4 сентября 2008 |

Мультфильм в DVD и Blu-Ray был выпущен 9 ноября 2008 года. В релиз вошли специальные бонусные материалы, включая клип «Kung Fu Fighting» Cee Lo Green и Джек Блэка, также учебный материал о том, как пользоваться палочками, звуки в мультфильме, технология мультфильма, интервью с актёрами, интерактивная игра и другие.
Фильм можно приобрести в качестве автономного DVD или в составе 2-дискового пакета, который включает в себя короткометражный мультфильм «Секреты Неистовой Пятёрки». На первой неделе (до нояб. 19, 2008 г.) было продано более двух миллионов дисков ($42,530,240). В общей сложности мультфильм в прокате DVD заработал 9,029,480 долларов США, который стал вторым самым кассовым анимационным фильмом 2008 года, после мультфильма ВАЛЛ-И ($9,034,425)

## Кассовые сборы
Мультфильм «Кунг-фу панда» собрал в прокате $631,7 млн.: $215 млн в США и $416 млн в остальных странах. По состоянию на декабрь 2011 года, мультфильм занимает 53 место по кассовым сборам за всю историю кинематографа, 11 место среди всех анимационных картин и 6 место за 2008 год. Мультфильм также вошел в 10 самых кассовых не-сиквел фильмов студии «DreamWorks Animation» на данный момент. В первый уикенд в США в 4,114 кинотеатрах занял лидирующую позицию с $60 млн., а на мировой арене — 4 место с $20 млн. В первый уикенд проката в России мультфильм занял первую позицию с $7 млн., а всего собрал $20 млн.
Мультфильм также был хорошо принят в Китае. В прокате до 2 июля 2008 года собрал более 110 миллионов китайских юаней и стал первым анимационным фильмом, который в прокате собрал более 100 миллионов китайских юаней. Китайский режиссёр Лу Чуань комментировал: «С производственной точки зрения фильм почти совершенен. Американские создатели показали очень искреннее отношение к китайской культуре». С успехом фильма на китайском прокате, некоторые жители Китая подвергаются сомнениям в качестве китайской отечественной анимации. Тот факт, что такой успешный фильм, основанный на китайской культуре, был создан американскими киноиндустриями, привело к некоторому китайскому самоанализу.

## Награды
Мультфильм Кунг-фу панда был номинирован на премию «Оскар» в номинации «Лучший анимационный фильм» и на премию «Золотой Глобус» также в номинации «Лучший анимационный фильм». Однако, обе награды были вручены мультфильму «ВАЛЛ-И» компании Pixar. Главный актёр озвучивания, Джек Блэк, на 81-й церемонии вручения премии Оскар сказал по этому поводу: «Каждый год я работаю над каким-нибудь проектом DreamWorks, затем беру все деньги на „Оскары“ и ставлю всё на Pixar» (англ. Each year I do one DreamWorks project, then I take all the money to the Oscars and bet it on Pixar.)
Также мультфильм был номинирован на 16 премий Энни и завоевал 11 из них (включая номинацию «Лучший анимационный фильм»), в общем количестве наград опередив главного конкурента, мультфильма «ВАЛЛ-И». Это вызвало многочисленные споры и критику генерального директора студии DreamWorks Animation Джеффри Катценберга.
| Основные награды и номинации    |                                                         |                                                                    |           |
| Премия                          | Категория                                               | Получатель награды                                                 | Итог      |
| 81-я премия Оскар               | Лучший анимационный фильм                               | Джон Стивенсон Марк Осборн                                         | Номинация |
| Премия Энни 2009                | Лучший анимационный фильм                               |                                                                    | Победа    |
| Премия Энни 2009                | Лучшие анимационные эффекты                             | Ли-Минг «Лоуренс» Ли                                               | Победа    |
| Премия Энни 2009                | Лучшая анимация персонажа                               | Джеймс Бакстер                                                     | Победа    |
| Премия Энни 2009                | Лучшая анимация персонажа                               | Филипп Ле Брун                                                     | Номинация |
| Премия Энни 2009                | Лучшая анимация персонажа                               | Дэн Вагнер                                                         | Номинация |
| Премия Энни 2009                | Лучший дизайн персонажа                                 | Нико Марлет                                                        | Победа    |
| Премия Энни 2009                | Лучший режиссёр                                         | Джон Стивенсон Марк Осборн                                         | Победа    |
| Премия Энни 2009                | Лучшая музыкальная композиция                           | Ханс Циммер Джон Пауэлл                                            | Победа    |
| Премия Энни 2009                | Лучший дизайн                                           | Танг Кенг Хенг                                                     | Победа    |
| Премия Энни 2009                | Лучший дизайн                                           | Рэймонд Цибах                                                      | Номинация |
| Премия Энни 2009                | Лучшая раскадровка                                      | Дженнифер Ю                                                        | Победа    |
| Премия Энни 2009                | Лучшая раскадровка                                      | Алессандро Карлони                                                 | Номинация |
| Премия Энни 2009                | Лучшее озвучивание                                      | Дастин Хоффман                                                     | Победа    |
| Премия Энни 2009                | Лучшее озвучивание                                      | Джеймс Хонг                                                        | Номинация |
| Премия Энни 2009                | Лучшее озвучивание                                      | Иан МакШейн                                                        | Номинация |
| Премия Энни 2009                | Лучший сценарий                                         | Джонатан Эйбл Гленн Бергер                                         | Победа    |
| Golden Trailer Awards           | Лучшая семейная анимация                                |                                                                    | Номинация |
| Huabiao Awards                  | Выдающийся фильм на иностранном языке                   |                                                                    | Победа    |
| National Movie Awards           | Лучший семейный фильм                                   |                                                                    | Номинация |
| Nickelodeon Kids' Choice Awards | Лучший голос анимационного персонажа                    | Джек Блэк                                                          | Победа    |
| Nickelodeon Kids' Choice Awards | Любимый анимационный фильм                              |                                                                    | Номинация |
| Online Film Critics Society     | Лучший анимационный фильм                               |                                                                    | Номинация |
| People's Choice Awards          | Любимый семейный фильм                                  |                                                                    | Номинация |
| Producers Guild of America      | Анимационный фильм                                      | Мелисса Кобб                                                       | Номинация |
| Teen Choice Awards              | Choice Summer Movie: Comedy                             |                                                                    | Номинация |
| Visual Effects Society          | Выдающийся анимированный персонаж в анимационном фильме | Джек Блэк Дэн Вагнер Нико Марлет Питер Фэрсон                      | Номинация |
| Visual Effects Society          | Выдающаяся анимация в анимационном фильме               | Markus Manninen Dan Wagner Alex Parkinson Raymond Zibach           | Номинация |
| Visual Effects Society          | Выдающиеся эффекты анимации в анимационном фильме       | Markus Manninen Alex Parkinson Amaury Aubel Li-Ming 'Lawrence' Lee | Номинация |

## Продолжение
Руководитель DreamWorks Animation Джеффри Катценберг в интервью заявил, что благодаря тому, что успех фильма превысил все мыслимые ожидания, возможно создание серии, состоящей из пяти или даже шести фильмов. Тем более, в конце второй части основной сюжет прерывается, и зрителям показывают скрытую от посторонних глаз китайскую деревню, в которой отец главного героя сердцем «почувствовал» своего малыша и произнес: «Мой сын жив!». Это явное свидетельство того, что не за горами 3-я часть мультфильма. На данный момент, ближайший фильм, уже запущенный в производство, называется «Кунг-фу панда 2». Он вышел в российский прокат 25 мая 2011 года. Как и все фильмы студии, выпущенные позднее 2009 года, фильм был снят с использованием 3D-технологий. В конце мая 2011 года сценаристы Джонатан Айбел и Гленн Бергер рассказали о возможном возвращении Жан-Клода Ван Дамма в «Кунг-фу панду 3», а также о возможном участии в ней Чака Норриса и Стивена Сигала.
Осенью 2011 года на канале Nickelodeon в США стартовал новый мультсериал: «Кунг-фу панда: Удивительные легенды». В России премьерный показ состоялся 20 февраля 2012 года. Сериал повествует о событиях между первым и вторым фильмами.

### Рецензии
- Рецензия на сайте KinoKadr.ru (рус.)
- Рецензия в «Тупичке Гоблина» (рус.)
- «Кунг-фу панда» — на сайте «Фильмы про мультфильмы» (рус.)